# Lebbeus unalaskensis
Lebbeus unalaskensis is een garnalensoort uit de familie van de Hippolytidae. De wetenschappelijke naam van de soort is voor het eerst geldig gepubliceerd in 1902 door Rathbun.